# Parlamentswahl in Spanien 2016
- EH-B: 2
- UP: 71
- ERC: 9
- PSOE: 85
- CC: 1
- EAJ/PNV: 5
- CDC: 8
- Cs: 32
- PP: 137

Unidos Podemos mit Wahlbündnissen
- EH-B: 1
- Pod.: 23
- ERC: 12
- ASG: 1
- PSOE: 63
- Cs: 3
- CC: 2
- EAJ/PNV: 6
- CDC: 4
- PP: 151

Fraktionen bei Konstituierung
Die Parlamentswahl in Spanien 2016 fand am 26. Juni statt, um die beiden Kammern des Parlaments (Cortes Generales) zu erneuern. Gewählt wurden die 350 Abgeordneten des Abgeordnetenhauses (Congreso de los Diputados) und 208 der 266 Mitglieder des Senats (Senado) für die XII. Legislaturperiode seit dem Inkrafttreten der Verfassung von 1978. Es handelte sich um eine vorzeitige Neuwahl, nachdem nach den Wahlen vom 20. Dezember 2015 erstmals keine Regierungsbildung gelungen war.
Auch die Wahl 2016 brachte keine klaren Mehrheitsverhältnisse, sodass sich eine Regierungsbildung erneut schwierig gestaltete. Erst am 29. Oktober 2016 wurde Mariano Rajoy zwei Tage vor Ablauf der Frist für erneute Neuwahlen vom Parlament an der Spitze einer Minderheitsregierung, die von Ciudadanos unterstützt und von den Sozialisten toleriert wurde, erneut zum Ministerpräsidenten gewählt.

## Ausgangslage
Die spanische Parlamentswahlen 2015 beendeten das Zwei-Parteien-System in Spanien. Die regierende Partido Popular (PP) von Ministerpräsident Mariano Rajoy verlor über ein Drittel ihres Stimmanteils, blieb aber mit 28,7 % stärkste Partei. Die oppositionelle sozialdemokratische PSOE verlor ebenfalls Stimmen und blieb mit 22 % zweitstärkste Kraft. Die 2014 gegründete linke Podemos blieb mit 21 % nur knapp hinter der PSOE, während die wirtschaftsliberale Ciudadanos 14 % der Stimmen erreichte. Neben diesen vier großen Parteien zogen diverse Regionalparteien, insbesondere katalanische und baskische, in die beiden Kammern des Parlaments ein.
Außer einer großen Koalition aus PP und PSOE, die beide Parteien ausschlossen, war damit kein Zweierbündnis für die Regierungsbildung möglich. Podemos und Ciudadanos schlossen eine Zusammenarbeit aus. Die Unterstützung durch die katalanischen Regionalparteien knüpften diese an die Zustimmung zu einem katalanischen Unabhängigkeitsreferendum – was alle großen Parteien außer Podemos verweigerten.
Eine Regierungsbildung gelang nicht, weshalb das am 20. Dezember 2015 gewählte Parlament gemäß Art. 99.5 der Verfassung mit Dekret vom 3. Mai 2016 aufgelöst und Neuwahlen für den 26. Juni 2016 anberaumt wurden.

## Wahlverfahren

### Kongress
Gemäß Artikel 68 Absatz 2 der Verfassung und Artikel 162 des Wahlgesetzes gehören dem Kongress 350 Abgeordnete an, die in 52 Wahlkreisen gewählt werden. Wahlkreise sind die 50 Provinzen und die beiden Autonomen Städte Ceuta und Melilla. In Ceuta und Melilla wird jeweils ein Abgeordneter gewählt. Jede der 50 Provinzen erhält vorab zwei Mandate zugeteilt. Die restlichen 248 Abgeordneten werden den Provinzen nach dem Verhältnis ihrer Einwohnerzahlen nach dem Hare/Niemeyer-Verfahren zugeteilt.

Abgeordnetenzahl je Wahlkreis

In den Provinzen wurden folgende Anzahlen von Abgeordneten gewählt:
- Provinz Madrid: 36 Abgeordnete
- Provinz Barcelona: 31 Abgeordnete
- Provinz Valencia/València: 16 Abgeordnete
- Provinzen Alicante/Alacant, Sevilla: je 12 Abgeordnete
- Provinz Málaga: 11 Abgeordnete
- Provinz Murcia: 10 Abgeordnete
- Provinz Cádiz: 9 Abgeordnete
- Provinzen Asturien, Balearen, Bizkaia, A Coruña und Las Palmas: je 8 Abgeordnete
- Provinzen Granada, Pontevedra, Santa Cruz de Tenerife und Zaragoza: je 7 Abgeordnete
- Provinzen Almería, Badajoz, Córdoba, Guipuzkoa, Girona, Tarragona und Toledo: je 6 Abgeordnete
- Provinzen Kantabrien, Castellón/Castelló, Ciudad Real, Huelva, Jaén, Navarra und Valladolid: je 5 Abgeordnete
- Provinzen Albacete, Araba/Álava, Burgos, Cáceres, León, Lleida, Lugo, Ourense, La Rioja und Salamanca: je 4 Abgeordnete
- Provinzen Ávila, Cuenca, Guadalajara, Huesca, Palencia, Segovia, Teruel und Zamora: je 3 Abgeordnete
- Provinz Soria: 2 Abgeordnete
- Autonome Städte Ceuta und Melilla: je 1 Abgeordneter

Die Wahl erfolgt in den Provinzen nach geschlossenen Listen, wobei die Sitze auf die Listen jeweils nach dem D’Hondt-Verfahren zugeteilt werden. In den autonomen Städten werden die Abgeordneten in relativer Mehrheitswahl ermittelt.
Die Zuteilung der Sitze findet allein auf Ebene der Wahlkreise (Provinzen) statt, es gibt keinen Reststimmenausgleich auf nationaler Ebene. Die nominelle Sperrklausel liegt zwar in allen Wahlkreisen bei lediglich 3 %. In den meisten Wahlkreisen liegt die faktische Prozenthürde wegen der beschränkten Anzahl der zu vergebenden Mandate allerdings wesentlich höher.

### Senat
Für den Senat werden gemäß Artikel 69 der Verfassung und Artikel 165 des Wahlgesetzes in jeder Festlandprovinz vier Senatoren, auf den Inseln Gran Canaria, Mallorca und Teneriffa je drei Senatoren, in den Autonomen Städten Ceuta und Melilla je zwei Senatoren sowie auf den Inseln bzw. Inselgruppen Ibiza-Formentera, Menorca, Fuerteventura, Gomera, Hierro, Lanzarote und La Palma je ein Senator gewählt. Insgesamt werden damit 208 Senatoren direkt gewählt.
Es war eine Personenwahl. Der Wähler kann in den Viermann-Wahlkreisen für bis zu drei, in den Drei- und Zweimannwahlkreisen für bis zu zwei und in den Einmannwahlkreisen für einen Kandidaten stimmen und zwar auch verteilt auf mehrere Wahlvorschläge ("Panaschieren"). Gewählt werden die Kandidaten mit den höchsten Stimmenzahlen.
Die weiteren Senatsmitglieder werden durch die Parlamente der Autonomen Gemeinschaften bestimmt, wobei jedes Parlament je angefangener 1.000.000 Einwohner der jeweiligen Gemeinschaft einen Senator bestimmt.

## Kandidaturen
Die von den Wahlausschüssen zugelassenen Wahlvorschläge wurden am 31. Mai 2016 im Staatsbulletin (Boletín Oficial del Estado) veröffentlicht.

### Linksparteien (Podemos, IU, Equo, En Comú Podem, En Marea, Compromís)

Wahlbündnisse mit Beteiligung von Podemos und IU bei der Wahl 2016: En Comú Podem (Katalonien), Podemos-Compromís-EUPV (Region Valencia), En Marea (Galicien), Unidos Podemos (restliche Wahlkreise).

Bereits bei der Wahl 2015 waren die traditionelle Linkspartei Izquierda Unida (IU) und die neue Linkspartei Podemos in Katalonien und Galicien als Teil der Gemeinschaftskandidaturen En Comú Podem bzw. En Marea zusammen angetreten, in den anderen Wahlkreisen hatten sie jedoch gegeneinander kandidiert. Für die Wahl 2016 bildeten IU und Podemos zusammen mit der grünen Partei Equo die Gemeinschaftskandidatur Unidos Podemos. Diese tritt landesweit außer in Katalonien, Galicien und in der Region Valencia an. In Katalonien und Galicien wurden die Gemeinschaftskandidaturen En Comú Podem und En Marea neu aufgelegt. In der Region Valencia trat die IU dem für die Wahl 2015 gebildeten Wahlbündnis Podemos-Compromís bei. Bei der Wahl 2016 werden daher Podemos und IU in keinem Wahlkreis gegeneinander antreten. Spitzenkandidat von Unidos Podemos ist der Podemos-Generalsekretär Pablo Iglesias. Alberto Garzón (Spitzenkandidat der IU bei der Wahl 2015) belegt Platz 5 auf der Liste für den Wahlkreis Madrid.

### PP und Gemeinschaftskandidaturen
Für die konservative PP tritt als Spitzenkandidat erneut Ministerpräsident Mariano Rajoy an. Es bestehen dieselben Gemeinschaftskandidaturen wie bei der Wahl 2015: mit der UPN in Navarra, mit PAR in Aragonien und mit FAC in Asturien.

### PSOE
Spitzenkandidat der sozialdemokratischen PSOE war wie bei der Wahl 2015 Pedro Sánchez. Wie 2015 bestand auf den Kanaren eine Gemeinschaftskandidatur mit Nueva Canarias (NCa). Die PSOE-Führung lehnte Bestrebungen einzelner Regionalverbände ab, für die Wahl zum Senat Gemeinschaftskandidaturen mit Podemos und den übrigen Linksparteien zu bilden.

### Ciudadanos
Wie bei der Wahl 2015 war Albert Rivera Spitzenkandidat von Ciudadanos.

### Katalanische Parteien
Die Gemeinschaftskandidatur Democràcia i Llibertat (Wahl 2015) wurde nicht neu aufgelegt, vielmehr trat die bürgerliche CDC allein an.

## Wahlbündnisse
| Liste                                                                             | Regionale Listen                                             | Parteien                                                                                              | Autonome Gemeinschaft                  |
| --------------------------------------------------------------------------------- | ------------------------------------------------------------ | --- | -------------------------------------- |
| Partido Popular                                                                   | Partido Popular – Partido Aragonés                           | Partido Popular – Partido Aragonés                                                                    | Aragonien                              |
| Partido Popular                                                                   | Partido Popular – Foro de Ciudadanos                         | Partido Popular – Foro de Ciudadanos                                                                  | Asturien                               |
| Partido Popular                                                                   | Partido Popular – Unión del Pueblo Navarro                   | Partido Popular – Unión del Pueblo Navarro                                                            | Navarra                                |
| Partido Socialista Obrero Español                                                 | Partido Socialista Obrero Español – Nueva Canarias           | Partido Socialista Obrero Español – Nueva Canarias                                                    | Kanarische Inseln                      |
| Unidos Podemos                                                                    | Compromís – Podemos – EUPV: A la Valenciana                  | Podemos                                                                                               | Valencia                               |
| Unidos Podemos                                                                    | Compromís – Podemos – EUPV: A la Valenciana                  | Compromís - Bloc Nacionalista Valencià - Iniciativa del Poble Valencià - Verds Equo del País Valencià | Valencia                               |
| Unidos Podemos                                                                    | Compromís – Podemos – EUPV: A la Valenciana                  | EUPV                                                                                                  | Valencia                               |
| Unidos Podemos                                                                    | En Marea                                                     | Podemos                                                                                               | Galicien                               |
| Unidos Podemos                                                                    | En Marea                                                     | Anova                                                                                                 | Galicien                               |
| Unidos Podemos                                                                    | En Marea                                                     | Esquerda Unida                                                                                        | Galicien                               |
| Unidos Podemos                                                                    | En Comú Podem – Guanyem el Canvi                             | Podemos                                                                                               | Katalonien                             |
| Unidos Podemos                                                                    | En Comú Podem – Guanyem el Canvi                             | Esquerra Unida i Alternativa                                                                          | Katalonien                             |
| Unidos Podemos                                                                    | En Comú Podem – Guanyem el Canvi                             | Iniciativa per Catalunya Verds                                                                        | Katalonien                             |
| Unidos Podemos                                                                    | En Comú Podem – Guanyem el Canvi                             | En Comú Podem                                                                                         | Katalonien                             |
| Unidos Podemos                                                                    | En Comú Podem – Guanyem el Canvi                             | Barcelona En Comú                                                                                     | Katalonien                             |
| Unidos Podemos                                                                    | Unidos Podemos                                               | Podemos – IU – Equo – Batzarre                                                                        | Navarra                                |
| Unidos Podemos                                                                    | Unidos Podemos                                               | Podemos – IU – Equo – CLIAS                                                                           | Madrid; Kastilien und León, nur Zamora |
| Unidos Podemos                                                                    | Unidos Podemos                                               | Podemos – IU – Equo – Segoviemos                                                                      | Kastilien und León, nur Segovia        |
| Unidos Podemos                                                                    | Unidos Podemos                                               | Podemos – IU – Equo – IZCA                                                                            | Kastilien und León, nur Villadolid     |
| Unidos Podemos                                                                    | Unidos Podemos                                               | Podemos – IU – Equo – Izquierda Asturiana                                                             | Asturien                               |
| Unidos Podemos                                                                    | Unidos Podemos                                               | Podemos – EUIB – MÉS (Més – MxMe)                                                                     | Balearische Inseln                     |
| Unidos Podemos                                                                    | Unidos Podemos                                               | Podemos – IU – Equo                                                                                   | Andere                                 |
| Esquerra Republicana de Catalunya – Catalunya Sí                                  | Esquerra Republicana de Catalunya – Catalunya Sí             | Esquerra Republicana de Catalunya – Catalunya Sí                                                      | Katalonien                             |
| Sobirania per a les Illes                                                         | Sobirania per a les Illes                                    | Esquerra Republicana de Mallorca                                                                      | Balearische Inseln                     |
| Sobirania per a les Illes                                                         | Sobirania per a les Illes                                    | Acord Independentista                                                                                 | Balearische Inseln                     |
| BNG – Nós Candidatura Galega                                                      | BNG – Nós Candidatura Galega                                 | Bloque Nacionalista Galego                                                                            | Galicia                                |
| BNG – Nós Candidatura Galega                                                      | BNG – Nós Candidatura Galega                                 | Fronte Obreira Galega                                                                                 | Galicia                                |
| BNG – Nós Candidatura Galega                                                      | BNG – Nós Candidatura Galega                                 | Partido Comunista do Pobo Galego                                                                      | Galicia                                |
| Recortes Cero – Grupo Verde                                                       | Recortes Cero – Grupo Verde                                  | Los Verdes – Grupo Verde                                                                              | –                                      |
| Recortes Cero – Grupo Verde                                                       | Recortes Cero – Grupo Verde                                  | Unificación Comunista de España                                                                       | –                                      |
| Geroa Bai                                                                         | Geroa Bai                                                    | Eusko Alderdi Jeltzalea                                                                               | Navarra                                |
| Geroa Bai                                                                         | Geroa Bai                                                    | Atarrabia Taldea                                                                                      | Navarra                                |
| Ciudadanos de Centro Democrático – Candidatura Independiente                      | Ciudadanos de Centro Democrático – Candidatura Independiente | Ciudadanos de Centro Democrático                                                                      | Kastilien und León                     |
| Ciudadanos de Centro Democrático – Candidatura Independiente                      | Ciudadanos de Centro Democrático – Candidatura Independiente | Partido de Castilla y León – Candidatura Independiente                                                | Kastilien und León                     |
|                                                                                   |                                                              | |                                        |
| Quellen: Wahlbündnisse, Junta Electoral Central – Juntas Electorales Provinciales |                                                              | |                                        |

## Ergebnis

### Abgeordnetenhaus
Klarer Wahlsieger ist zwar die konservative PP von Ministerpräsident Rajoy. Allerdings stellt sich die Ausgangslage für eine Regierungsbildung ganz ähnlich dar wie nach der Wahl 2015. Außer einer großen Koalition (PP/PSOE) würde keine der denkbaren Zweiparteien-Koalitionen (PP/Ciudadanos, PSOE/Podemos, PSOE/Ciudadanos) über eine Mehrheit im Abgeordnetenhaus verfügen.
Die PSOE konnte – entgegen den meisten Vorwahlumfragen – ihren zweiten Platz vor Unidos Podemos behaupten, verlor aber fünf Sitze.
Die Kandidaturen der Linksparteien (Unidos Podemos, En Comú, En Marea, Podemos-Compromís-EUPV) verloren gegenüber dem zusammengerechneten Ergebnis der Podemos-Kandidaturen und IU bei der Wahl 2015 zwar gut 3 % und wären damit eigentlich der klare Verlierer der Wahl. Dass sie dennoch die 71 Sitze halten konnten, die diese Parteien bei der Wahl 2015 errungen hatten, ist maßgeblich dem Wahlsystem geschuldet, das kleine landesweit antretende Parteien (darunter fiel 2015 noch die IU) benachteiligt. Durch die Gemeinschaftskandidatur konnte dieser Effekt bei der Wahl 2016 verhindert werden.
Ciudadanos wurde allerdings bei der Wahl 2016 von diesem Effekt des Wahlsystems erfasst. Die nur leichten Verluste (0,89 %) führten zu einer Einbuße von acht Abgeordnetenmandaten. Der Stimmenanteil von 13 % führte zu einem Mandatsanteil von nur 9 %.
Den Regionalparteien (ERC, CDC, PNV, EH Bildu, Coalición Canaria) gelang der Wiedereinzug ins Abgeordnetenhaus, überwiegend in ihrer bisherigen Stärke. Lediglich die PNV verlor einen Sitz.
| Listen                                                     | Listen | Stimmen    | %    | +/-  | Mandate | +/- |
| ---------------------------------------------------------- | --- | ---------- | ---- | ---- | ------- | --- |
|                                                            | Partido Popular (PP) a | 7.941.236  | 33,0 | +4,3 | 137     | +14 |
|                                                            | Partido Socialista Obrero Español (PSOE) b | 5.443.846  | 22,6 | +0,6 | 85      | −5  |
|                                                            | Unidos Podemos - Podemos – Izquierda Unida – Equo: 3.227.123 Stimmen (45 Mandate) c - En Comú Podem-Guanyem El Canvi (Podemos – ICV – EUiA): 853.102 Stimmen (12 Mandate) - A la valenciana (Podemos - EUPV - Compromís): 659.771 Stimmen (9 Mandate) - En Marea (Podemos – IU – Anova): 347.542 Stimmen (5 Mandate) | 5.087.538  | 21,2 | −3,3 | 71      | ±0  |
|                                                            | Ciudadanos (C's) | 3.141.570  | 13,1 | −0,9 | 32      | −8  |
|                                                            | Esquerra Republicana de Catalunya – Catalunya Sí | 632.234    | 2,6  | +0,2 | 9       | ±0  |
|                                                            | Convergència Democràtica de Catalunya (CDC) d | 483.488    | 2,0  | −0,2 | 8       | ±0  |
|                                                            | Eusko Alderdi Jeltzalea (EAJ-PNV) | 287.014    | 1,2  | ±0,0 | 5       | −1  |
|                                                            | Partido Animalista Contra el Maltrato Animal (PACMA) | 286.702    | 1,2  | +0,3 | –       | ±0  |
|                                                            | EH Bildu | 184.713    | 0,8  | −0,1 | 2       | ±0  |
|                                                            | Coalición Canaria - Partido Nacionalista Canario (CCa-PNC) | 78.253     | 0,3  | ±0,0 | 1       | ±0  |
|                                                            | Recortes Cero – Grupo Verde | 51.907     | 0,2  | ±0,0 | –       | ±0  |
|                                                            | Unión Progreso y Democracia (UPyD) | 50.247     | 0,2  | –0,4 | –       | ±0  |
|                                                            | Vox | 47.182     | 0,2  | ±0,0 | –       | ±0  |
|                                                            | BNG–Nós Candidatura Galega (BNG – FOGA – PCPG) | 45.252     | 0,2  | ±0,1 | –       | ±0  |
|                                                            | Partido Comunista de los Pueblos de España | 26.627     | 0,1  | ±0,0 | –       | ±0  |
|                                                            | Geroa Bai (EAJ-PNV – AT) | 14.343     | 0,1  | −0,1 | –       | ±0  |
|                                                            | Escaños en Blanco | 11.669     | 0,0  | ±0,0 | –       | ±0  |
|                                                            | Falange Española de las JONS | 9.909      | 0,0  | ±0,0 | –       | ±0  |
|                                                            | Ciudadanos de Centro Democrático e | 8.945      | 0,0  | ±0,0 | –       | ±0  |
|                                                            | Sobirania per a les Illes (ERM – Acord Independentista) | 7.418      | 0,0  | Neu  | –       | Neu |
|                                                            | Som Valencians | 6.647      | 0,0  | ±0,0 | –       | ±0  |
|                                                            | Solidaridad y Autogestión Internacionalista | 3.110      | 0,0  | ±0,0 | –       | ±0  |
|                                                            | Partido Humanista | 3.012      | 0,0  | ±0,0 | –       | ±0  |
|                                                            | Los Verdes Ecopacifistas | 3.011      | 0,0  | ±0,0 | –       | ±0  |
|                                                            | Partido Libertario | 2.996      | 0,0  | ±0,0 | –       | ±0  |
|                                                            | Sonstige < 0,01 % | 15.805     | 0,1  | ±0,0 | –       | ±0  |
| Votos en blanco f                                          | Votos en blanco f | 179.081    | 0,7  | ±0,0 | –       | –   |
| Gesamt                                                     | Gesamt | 24.053.755 | 100  |      | 350     | –   |
|                                                            | |            |      |      |         |     |
| Ungültige Stimmen                                          | Ungültige Stimmen | 225.504    | 0,9  | ±0,0 |         |     |
| Wähler                                                     | Wähler | 24.279.259 | 66,5 | –3,2 |         |     |
| Wahlberechtigte                                            | Wahlberechtigte | 36.520.913 |      |      |         |     |
|                                                            | |            |      |      |         |     |
| Quellen: Junta electoral central – Ministerio del interior | |            |      |      |         |     |

## Ergebnisse nach Autonomen Gemeinschaften
Das Ergebnis (Stimmen und Sitze) in den einzelnen Autonomen Gemeinschaften (Regionen) und den beiden Autonomen Städten Ceuta und Melilla:
|                     |            |            |            |           |            |           |           |           |           |           |           |          | Sitze gesamt |
| ------------------- | ---------- | ---------- | ---------- | --------- | ---------- | --------- | --------- | --------- | --------- | --------- | --------- | -------- | ------------ |
| Andalusien          | 33,56 % 23 | 31,24 % 20 | 18,56 % 11 | 13,58 % 7 |            |           |           |           |           |           |           |          | 61           |
| Aragonien           | 35,89 % 6  | 24,86 % 4  | 19,68 % 2  | 16,20 % 1 |            |           |           |           |           |           |           |          | 13           |
| Asturien            | 35,28 % 3  | 24,48 % 2  | 23,78 % 2  | 12,63 % 1 |            |           |           |           |           |           |           |          | 8            |
| Balearen            | 25,09 % 3  | 20,10 % 2  | 25,38 % 2  | 14,57 % 1 |            |           |           |           |           |           |           |          | 8            |
| Baskenland          | 12,85 % 2  | 14,24 % 3  | 29,05 % 6  | 4,09 % 0  |            |           |           |           |           | 24,91 % 5 | 13,30 % 2 |          | 18           |
| Extremadura         | 39,94 % 5  | 34,57 % 4  | 13,04 % 1  | 10,53 % 0 |            |           |           |           |           |           |           |          | 10           |
| Galicien            | 41,49 % 12 | 22,25 % 6  |            | 8,63 % 0  |            |           | 22,18 % 5 |           |           |           |           |          | 23           |
| Kanaren             | 34,07 % 6  | 22,54 % 3  | 20,24 % 3  | 12,02 % 2 |            |           |           |           |           |           |           | 7,99 % 1 | 15           |
| Kantabrien          | 41,56 % 2  | 23,55 % 1  | 17,69 % 1  | 14,41 % 1 |            |           |           |           |           |           |           |          | 5            |
| Kastilien-La Mancha | 42,79 % 12 | 27,31 % 7  | 14,64 % 2  | 13,06 % 0 |            |           |           |           |           |           |           |          | 21           |
| Kastilien-León      | 44,33 % 18 | 23,17 % 9  | 15,50 % 3  | 14,15 % 1 |            |           |           |           |           |           |           |          | 31           |
| Katalonien          | 13,36 % 6  | 16,12 % 7  |            | 10,93 % 5 | 24,51 % 12 |           |           | 18,17 % 9 | 13,92 % 8 |           |           |          | 47           |
| La Rioja            | 42,63 % 2  | 24,33 % 1  | 16,58 % 1  | 13,98 % 0 |            |           |           |           |           |           |           |          | 4            |
| Madrid              | 38,27 % 15 | 19,62 % 7  | 21,23 % 8  | 17,75 % 6 |            |           |           |           |           |           |           |          | 36           |
| Murcia              | 46,74 % 5  | 20,29 % 2  | 14,39 % 1  | 15,69 % 2 |            |           |           |           |           |           |           |          | 10           |
| Navarra             | 31,88 % 2  | 17,36 % 1  | 28,33 % 2  | 6,09 % 0  |            |           |           |           |           |           | 9,38 % 0  |          | 5            |
| Valencia            | 35,49 % 13 | 20,81 % 6  |            | 14,96 % 5 |            | 25,37 % 9 |           |           |           |           |           |          | 33           |
| Ceuta               | 51,91 % 1  | 22,60 % 0  | 10,90 % 0  | 11,52 % 0 |            |           |           |           |           |           |           |          | 1            |
| Melilla             | 49,90 % 1  | 24,64 % 0  | 9,77 % 0   | 12,38 % 0 |            |           |           |           |           |           |           |          | 1            |

### Fraktionen
Es bildeten sich die folgenden Fraktionen:
- PP (Grupo Parlamentario Popular): 134 Mitglieder
- PSOE (Grupo Parlamentario Socialista): 84 Mitglieder
- Unidos Podemos (Grupo Parlamentario Confederal de Unidos Podemos-En Comú Podem-En Marea): 67 Mitglieder
- Ciudadanos (Grupo Parlamentario Ciudadanos): 32 Mitglieder
- ERC (Grupo Parlamentario de Esquerra Republicana): 9 Mitglieder
- EAJ-PNV (Grupo Parlamentario Vasco – EAJ-PNV): 5 Mitglieder

Nach der Geschäftsordnung des Abgeordnetenhauses werden die übrigen Abgeordneten in der Grupo Mixto („gemischte Fraktion“) zusammengefasst. Dies sind also Abgeordnete, die sich keiner Fraktion angeschlossen haben bzw. von keiner Fraktion aufgenommen wurden. Außerdem zählen dazu Abgeordnete von Parteien, die die Mindestvoraussetzungen (Mandate bzw. Stimmenanteil) für die Bildung einer Fraktion nicht erfüllen. Zur Grupo Mixto zählen zurzeit 19 Abgeordnete (die acht Abgeordneten der CDC, die vier über die Gemeinschaftsliste mit Podemos und IU gewählten Abgeordneten von Compromís, die beiden Abgeordneten von EH Bildu, die beiden über die Gemeinschaftskandidatur mit der PP gewählten Abgeordneten der UPN, der eine über die Gemeinschaftskandidatur mit der PP gewählte Abgeordnete von FAC, der eine über die Gemeinschaftskandidatur mit der PSOE gewählte Abgeordnete von NCa und die Abgeordnete der CCa).

### Senat
Der Senat setzt sich aus direkt vom Volk gewählten Mitgliedern und weiteren Senatoren, die von den Parlamenten der einzelnen Autonomen Gemeinschaften (span.: Comunidades Autónomas) bestimmt werden, zusammen. Die Direktwahl findet gleichzeitig mit den Wahlen der Abgeordneten des Congreso statt. Die Zahl der indirekt gewählten Senatoren richtet sich nach der Bevölkerungszahl der jeweiligen Region (einer plus ein weiterer je 1 Mio. Einwohner).
In der 12. Legislatur besteht der Senat aus 266 Mitgliedern: 208 direkt gewählten und 58 von den Regionalparlamenten entsandten.
Für die Direktwahl ist das Wahlgebiet in 59 Wahlkreise unterteilt. Dabei handelt es sich um die 47 Festlandprovinzen (mit jeweils – unabhängig von der Bevölkerungszahl – vier Senatoren), die Inselwahlkreise Gran Canaria, Mallorca und Teneriffa (je drei Senatoren), Ibiza-Formentera, Menorca, Fuerteventura, Gomera, Hierro, Lanzarote und La Palma (je ein Senator) sowie die beiden Autonomen Städte Ceuta und Melilla (je zwei Senatoren), so dass sich eine Gesamtzahl von 208 direkt gewählten Senatoren ergibt. Es handelt sich um eine Personenwahl. Der Wähler kann in den Viermann-Wahlkreisen für bis zu drei, in den Drei- und Zweimannwahlkreisen für bis zu zwei und in den Einmannwahlkreisen für einen Kandidaten stimmen und zwar auch verteilt auf mehrere Wahlvorschläge („Panaschieren“). Gewählt sind die Kandidaten mit den höchsten Stimmenzahlen. Die Parteien stellen in den Wahlkreisen nur die Anzahl an Kandidaten auf, die der Anzahl der Stimmen, über die der Wähler verfügt, entspricht (in Viermannwahlkreisen also drei), um eine Zersplitterung des Wählerpotentials zu verhindern. Dies und der Umstand, dass die meisten Wähler ihre Stimmen geschlossen den Kandidaten der von ihnen präferierten Partei geben, führt dazu, dass das Verhältnis der von der stärksten Partei errungenen Sitze zu denen der zweitstärksten Partei in der ganz überwiegenden Zahl der Fälle in den Viermannwahlkreisen 3:1, in den Dreimannwahlkreisen 2:1 und in den Zweimannwahlkreisen 2:0 ist. Bei den Wahlen 2016 war dies nur in der Provinz Gipuzcoa (PNV und Unidos Podemos jeweils zwei Senatoren) nicht der Fall. Es liegt daher eine Form der Mehrheitswahl vor (siehe Wahlen in Spanien), was die absolute Mehrheit der PP im Senat bei der Wahl 2016 erklärt.
Die Zusammensetzung der von den Regionalparlamenten entsandten Senatoren kann sich während der Legislatur ändern (wenn während der Legislaturperiode neue Regionalparlamente gewählt werden), deshalb wird im Folgenden nur die Zusammensetzung des Senats zu Beginn der Legislatur wiedergegeben:
| ← Zusammensetzung Senat, XII. Legislatur →                                                                                       |                  |                      |                    |           |
| |                  |                      |                    |           |
| Partei | Senatoren gesamt | Senatoren Direktwahl | Senatoren indirekt | Anmerkung |
| Partido Popular (PP) | 151              | 130                  | 21                 | 1         |
| Partido Socialista Obrero Español (PSOE)                                                                                         | 63               | 43                   | 20                 | 2         |
| Unidos Podemos (Podemos/IU/Equo) En Comú (Podemos/ICV/EUiA/Barcelona en Comú) En Marea (Podemos/IU/Anova) Podemos-Compromís-EUPV | 23               | 16                   | 7                  | 3         |
| Esquerra Republicana de Catalunya (ERC)                                                                                          | 12               | 10                   | 2                  | 4         |
| Partido Nacionalista Vasco (EAJ-PNV)                                                                                             | 6                | 5                    | 1                  |           |
| Convergència Democràtica de Catalunya (CDC)                                                                                      | 4                | 2                    | 2                  |           |
| Coalición Canaria-Partido Nacionalista Canario (CCa-PNC)                                                                         | 2                | 1                    | 1                  |           |
| Agrupación Socialista Gomera (ASG)                                                                                               | 1                | 1                    | 0                  |           |
| Ciudadanos | 3                | 0                    | 3                  |           |
| EH Bildu | 1                | 0                    | 1                  |           |

## Sonstiges
Am 23. Juni 2016, drei Tage vor den Wahlen in Spanien, fand in Großbritannien das Referendum über den Verbleib des Vereinigten Königreichs in der Europäischen Union statt.  Die Parlamentswahlen in Spanien waren die ersten Parlamentswahlen in einem europäischen Land nach dem knappen (51,9 % zu 48,1 %) Brexit-Votum.

## Regierungsbildung

### Rechtlicher Rahmen
Für die Regierungsbildung ist nach der spanischen Verfassung nur das Abgeordnetenhaus relevant: Es wählt den Ministerpräsidenten (Art. 99), nur ihm ist die Regierung verantwortlich (Art. 108).
Nach Sondierungsgesprächen mit den im Abgeordnetenhaus vertretenen Parteien macht der König dem Abgeordnetenhaus einen Vorschlag für das Amt des Ministerpräsidenten. Eine Frist hierfür gibt die Verfassung nicht vor. Über diesen Vorschlag wird nach Aussprache abgestimmt und zwar nach der Geschäftsordnung des Abgeordnetenhauses in öffentlicher namentlicher Abstimmung, bei der die Abgeordneten mit Ja, Nein oder Enthaltung abstimmen können. Erhält der Kandidat die absolute Mehrheit (also mindestens 176 Ja-Stimmen), ist er zum Ministerpräsidenten gewählt. Verfehlt er diese Mehrheit, findet 48 Stunden später ein zweiter Wahlgang statt, in dem dann eine einfache Mehrheit ausreicht (mehr Ja- als Nein-Stimmen, unabhängig von der Zahl der Enthaltungen).
Ist der Vorgeschlagene auch im zweiten Wahlgang nicht erfolgreich, werden weitere Vorschläge nach demselben Verfahren (also falls erforderlich mit zwei Wahlgängen) abgehandelt.
Sind nach dem ersten Wahlgang über den ersten Vorschlag zwei Monate vergangen, ohne dass ein Kandidat zum Ministerpräsidenten gewählt wurde, werden beide Kammern vom König aufgelöst und Neuwahlen abgehalten.
Ein einmal gewählter Ministerpräsident kann nur durch ein konstruktives Misstrauensvotum gestürzt werden, d. h. indem das Abgeordnetenhaus mit absoluter Mehrheit einen anderen Ministerpräsidenten wählt (Art. 113 der Verfassung).

### Ausgangslage und weitere Entwicklung

#### Ausgangslage
Die Ausgangslage für eine Regierungsbildung stellte sich ähnlich schwierig dar wie nach der vorangegangenen Wahl. Außer einer großen Koalition (PP/PSOE) oder einer Koalition PP/Unidos Podemos (die aber ausscheiden dürfte) verfügte kein Zweiparteienbündnis über eine Mehrheit.
Anders als nach der Wahl 2015 bestand zwar im neu gewählten Parlament eine Mehrheit der „bürgerlichen“ Parteien (PP, Ciudadanos, CDC, PNV, Coalición Canaria, zusammen 183 Sitze), allerdings fiel die katalanische CDC wegen ihres Unabhängigkeitskurses auch weiterhin als Mehrheitsbeschaffer für eine PP-geführte Regierung aus.

#### Übereinkommen PP/Ciudadanos und erster Versuch Rajoys
Ministerpräsident Rajoy nahm Anfang Juli 2016 Gespräche über die Regierungsbildung mit den übrigen Parteien auf.
Am 19. Juli 2016 haben sich die neugewählten Kammern konstituiert. Zur Präsidentin des Abgeordnetenhauses wurde mit der Unterstützung von Ciudadanos die bisherige Bau- und Verkehrsministerin Ana Pastor (PP) gewählt. Präsident des Senats blieb Pío García-Escudero (PP).
Vom 26. bis 28. Juli 2016 führte der König Sondierungsgespräche mit Vertretern der Parteien. Anschließend schlug er Amtsinhaber Rajoy für das Amt des Ministerpräsidenten vor.
Am 28. August 2016 kamen PP und Ciudadanos zu einem politischen Übereinkommen, das u. a. beinhaltete, dass Ciudadanos bei der Wahl zum Ministerpräsidenten für Rajoy stimmt. Beim ersten Wahlgang am 31. August 2016 entfielen auf Rajoy 170 Stimmen (PP, Ciudadanos, UPN, FAC, Coalición Canaria) bei 180 Gegenstimmen (PSOE, Unidos Podemos, ERC, EAJ-PNV, CDC, Compromís, EH Bildu, Nueva Canarias). Wie erwartet wurde die notwendige absolute Mehrheit damit verfehlt. Mit demselben Ergebnis endete der zweite Wahlgang am 2. September 2016, sodass auch die in diesem erforderliche einfache Mehrheit nicht erreicht wurde.

#### Führungskrise in der PSOE und Kurswechsel
PSOE-Generalsekretär Pedro Sánchez verfolgte die Linie, auch bei einem weiteren Versuch Rajoys gegen diesen zu stimmen und nicht durch eine Enthaltung eine Regierungsbildung der PP zu ermöglichen, und strebte stattdessen Verhandlungen über eine Linksregierung mit Podemos, unterstützt durch Regionalparteien, an, wogegen sich jedoch bedeutende Parteimitglieder wie die ehemaligen Ministerpräsidenten González und Zapatero wandten. Nach dem schlechten Abschneiden der PSOE bei den Regionalwahlen im Baskenland und in Galicien am 25. September 2016 verstärkte sich die innerparteiliche Kritik an Sánchez. Zunächst erklärten 17 Mitglieder des Parteivorstands aus Protest ihren Rücktritt. Sánchez rang daraufhin mehrere Tage mit der in zwei Lager gespaltenen Partei, von denen ein Lager ihn nicht mehr anerkannte, und wollte einen Parteitag zur Neuwahl des Generalsekretärs für Anfang Oktober einberufen, um seinen Kurs bestätigen zu lassen. Nach der Abstimmungsniederlage im Parteirat (comité federal) über diese Maßnahme mit 107 zu 132 Stimmen trat Sánchez als Generalsekretär zurück. Es wurde eine zehnköpfige „geschäftsführende Kommission“ (comisión gestora) bestimmt, welche die PSOE bis zum nächsten Parteitag leiten sollte und der der Ministerpräsident von Asturien Javier Fernández vorsaß.
Auf der Sitzung des Parteirats vom 23. Oktober 2016 wurde beschlossen die Regierungsbildung Rajoys durch Stimmenthaltung bei seiner Wahl zum Ministerpräsidenten zu ermöglichen.

#### Wahl von Rajoy zum Ministerpräsidenten
Nach diesem Kurswechsel der PSOE schlug der König erneut Mariano Rajoy für das Amt des Ministerpräsidenten vor. Der erste Wahlgang über diesen erneuten Vorschlag brachte am 27. Oktober 2016 dasselbe Ergebnis wie die Wahlgänge vom 31. August und 2. September 2016 (170 Ja-Stimmen, 180 Nein-Stimmen). Im zweiten Wahlgang am 29. Oktober 2016 erreichte Rajoy aufgrund einer mehrheitlichen Enthaltung der PSOE-Fraktion die für seine Wahl ausreichende einfache Mehrheit. Auf ihn entfielen wiederum 170 Stimmen (PP, Ciudadanos, UPN, FAC, Coalición Canaria) bei 111 Gegenstimmen (Unidos Podemos, ERC, EAJ-PNV, CDC, Compromís, EH Bildu, Nueva Canarias, die 7 Abgeordneten der PSC und 8 weitere Abgeordnete der PSOE-Fraktion) und 68 Enthaltungen (Rest der PSOE-Fraktion). Der zurückgetretene PSOE-Generalsekretär Pedro Sánchez hatte kurz vor dem Wahlgang aus Protest sein Abgeordnetenmandat niedergelegt und nahm daher an der Abstimmung nicht teil.
| Kandidat      | Datum                                                   |            |     |    |    |    | En Comú Podem | Esquerra Republicana de Catalunya |   |   | EAJ | Compromís |   |   |   |   | Nueva Canarias | Ergebnis |
| ------------- | ------------------------------------------------------- | ---------- | --- | -- | -- | -- | ------------- | --------------------------------- | - | - | --- | --------- | - | - | - | - | -------------- | -------- |
| Mariano Rajoy | 31. August 2016 notwendig: absolute Mehrheit (176/350)  | Ja         | 134 |    |    | 32 |               |                                   |   |   |     |           |   | 2 | 1 | 1 |                | 170/350  |
| Mariano Rajoy | 31. August 2016 notwendig: absolute Mehrheit (176/350)  | Nein       |     | 84 | 50 |    | 12            | 9                                 | 8 | 5 | 5   | 4         | 2 |   |   |   | 1              | 180/350  |
| Mariano Rajoy | 31. August 2016 notwendig: absolute Mehrheit (176/350)  | Enthaltung |     |    |    |    |               |                                   |   |   |     |           |   |   |   |   |                | 0/350    |
| Mariano Rajoy |                                                         |            |     |    |    |    |               |                                   |   |   |     |           |   |   |   |   |                |          |
| Mariano Rajoy | 2. September 2016 notwendig: einfache Mehrheit          | Ja         | 134 |    |    | 32 |               |                                   |   |   |     |           |   | 2 | 1 | 1 |                | 170/350  |
| Mariano Rajoy | 2. September 2016 notwendig: einfache Mehrheit          | Nein       |     | 84 | 50 |    | 12            | 9                                 | 8 | 5 | 5   | 4         | 2 |   |   |   | 1              | 180/350  |
| Mariano Rajoy | 2. September 2016 notwendig: einfache Mehrheit          | Enthaltung |     |    |    |    |               |                                   |   |   |     |           |   |   |   |   |                | 0/350    |
| Mariano Rajoy |                                                         |            |     |    |    |    |               |                                   |   |   |     |           |   |   |   |   |                |          |
| Mariano Rajoy | 27. Oktober 2016 notwendig: absolute Mehrheit (176/350) | Ja         | 134 |    |    | 32 |               |                                   |   |   |     |           |   | 2 | 1 | 1 |                | 170/350  |
| Mariano Rajoy | 27. Oktober 2016 notwendig: absolute Mehrheit (176/350) | Nein       |     | 84 | 50 |    | 12            | 9                                 | 8 | 5 | 5   | 4         | 2 |   |   |   | 1              | 180/350  |
| Mariano Rajoy | 27. Oktober 2016 notwendig: absolute Mehrheit (176/350) | Enthaltung |     |    |    |    |               |                                   |   |   |     |           |   |   |   |   |                | 0/350    |
| Mariano Rajoy |                                                         |            |     |    |    |    |               |                                   |   |   |     |           |   |   |   |   |                |          |
| Mariano Rajoy | 29. Oktober 2016 notwendig: einfache Mehrheit           | Ja         | 134 |    |    | 32 |               |                                   |   |   |     |           |   | 2 | 1 | 1 |                | 170/350  |
| Mariano Rajoy | 29. Oktober 2016 notwendig: einfache Mehrheit           | Nein       |     | 15 | 50 |    | 12            | 9                                 | 8 | 5 | 5   | 4         | 2 |   |   |   | 1              | 111/350  |
| Mariano Rajoy | 29. Oktober 2016 notwendig: einfache Mehrheit           | Enthaltung |     | 68 |    |    |               |                                   |   |   |     |           |   |   |   |   |                | 68/350   |
| Mariano Rajoy | 29. Oktober 2016 notwendig: einfache Mehrheit           | Vakant     |     | 1  |    |    |               |                                   |   |   |     |           |   |   |   |   |                |          |

## Trivia
Die Wahllokale öffnen in Spanien morgens um neun Uhr. In dem kleinen Ort Villarroya in La Rioja waren alle sechs Wahlberechtigten pünktlich um neun Uhr erschienen, weshalb dem Wahlvorstand bereits um 9:02 Uhr erlaubt wurde, die Wahlhandlung zu schließen. Ein Rekord wurde damit aber nicht aufgestellt, denn bei der Wahl 2015 hatte das Wahllokal bereits um neun Uhr wieder geschlossen werden dürfen, nachdem alle Wahlberechtigten gewählt hatten.
Im Mai 2016 untersagte die Regionalregierung von Kastilien-León die Tötung von Stieren bei volkstümlichen Stierhatzen. Betroffen hiervon war das Torneo del Toro de la Vega in Tordesillas. Diese Hatz, bei der auf den Feldern vor den Toren der Stadt Lanzenträger zu Pferde oder zu Fuß mit ihren Lanzen auf einen Stier einstechen, bis dieser zu Tode kommt, ist eines der umstrittensten Stierspektakel in Spanien. Gegner des Verbots der Tötung des Stieres riefen dazu auf, bei der Parlamentswahl den Stimmzettel ungültig zu machen. Während der Anteil ungültiger Stimmen landesweit bei unter 1 % lag, betrug er in Tordesillas 13 %.